# Liste de ponts de Saône-et-Loire
Liste de ponts de Saône-et-Loire, non exhaustive, représentant les édifices présents et/ou historiques dans le département de Saône-et-Loire, en France.

## Ponts de longueur supérieure à 100 m
Les ouvrages de longueur totale supérieure à 100 m du département de Saône-et-Loire sont classés ci-après par gestionnaires de voies.

### Routes nationales
- Route nationale 79/RCEA :
  - Viaduc de Digoin (486 m) entre Chassenard (Allier) et Digoin
  - Viaduc de la Roche (382 m) à Sologny
  - Pont de Maupré (325 m) à Charolles
  - Viaduc de Volesvres (209 m) à l'est de Paray-le-Monial

### Routes départementales
- Pont de Fleurville sur la Saône, longueur environ 250 mètres.

## Ponts sur la Loire

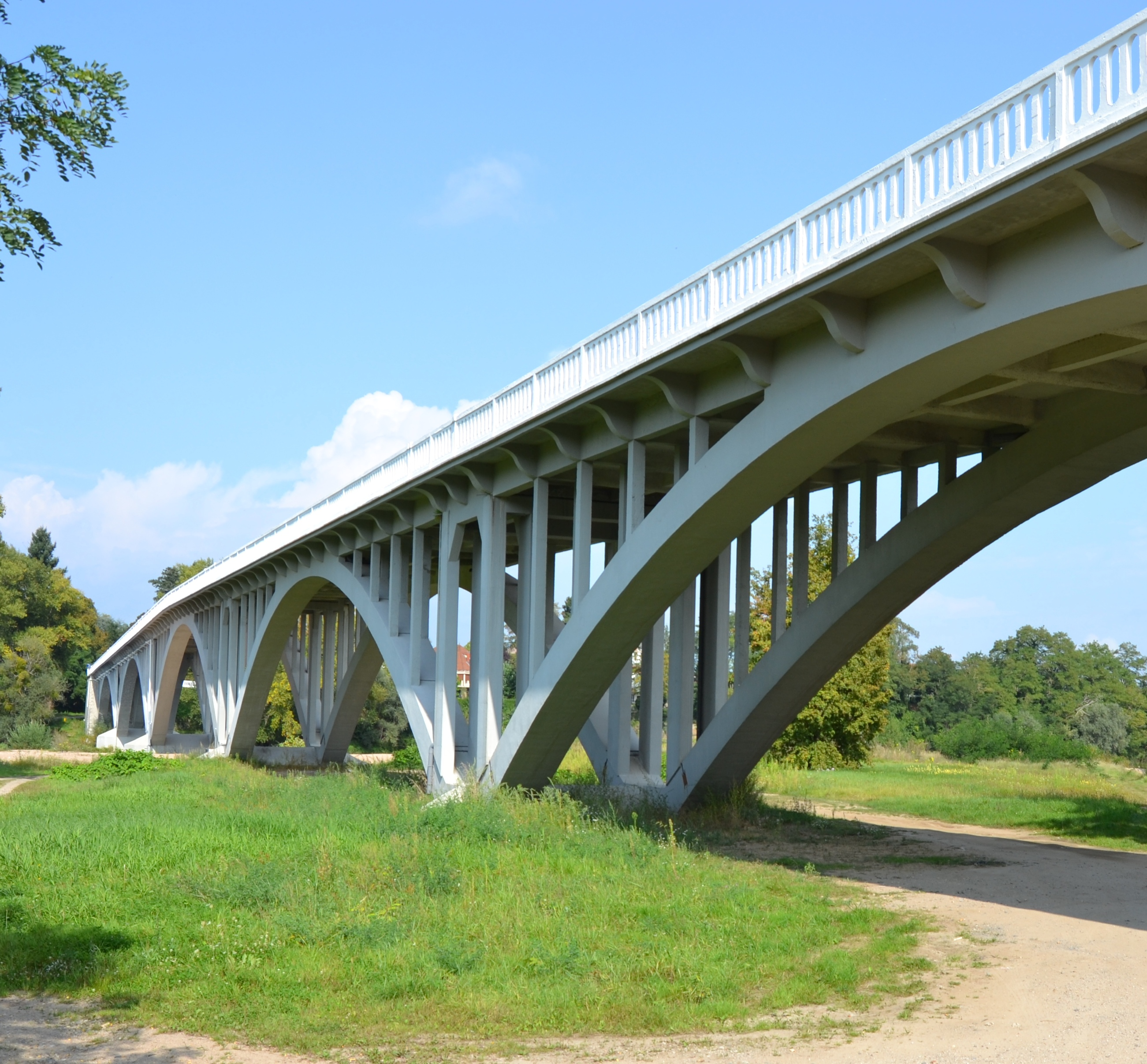
Le pont du Fourneau en septembre 2014.

Entre l'Allier (rive gauche) et la Saône-et-Loire (rive droite) :
- Pont, Cronat - Gannay-sur-Loire
- Pont du Fourneau, Bourbon-Lancy - Beaulon
- Pont, Gilly sur Loire - Diou
- Pont ferroviaire, Gilly sur Loire - Diou
- Pont, Digoin - Chassenard
- Pont-canal de Digoin, (canal latéral à la Loire)
- Viaduc, Digoin - Chassenard (route nationale N79)
- Pont, Vindecy - Luneau

Dans la Saône-et-Loire :
- Pont, Marcigny - Chambilly
- Pont, Iguerande

## Ponts présentant un intérêt architectural

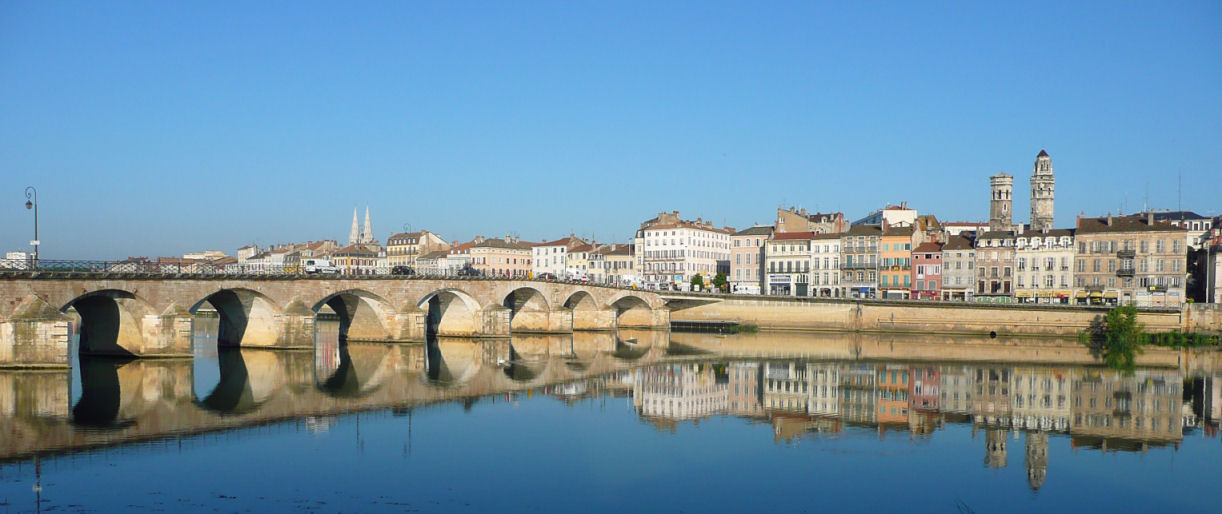
pont Saint-Laurent sur la Saône à Mâcon.

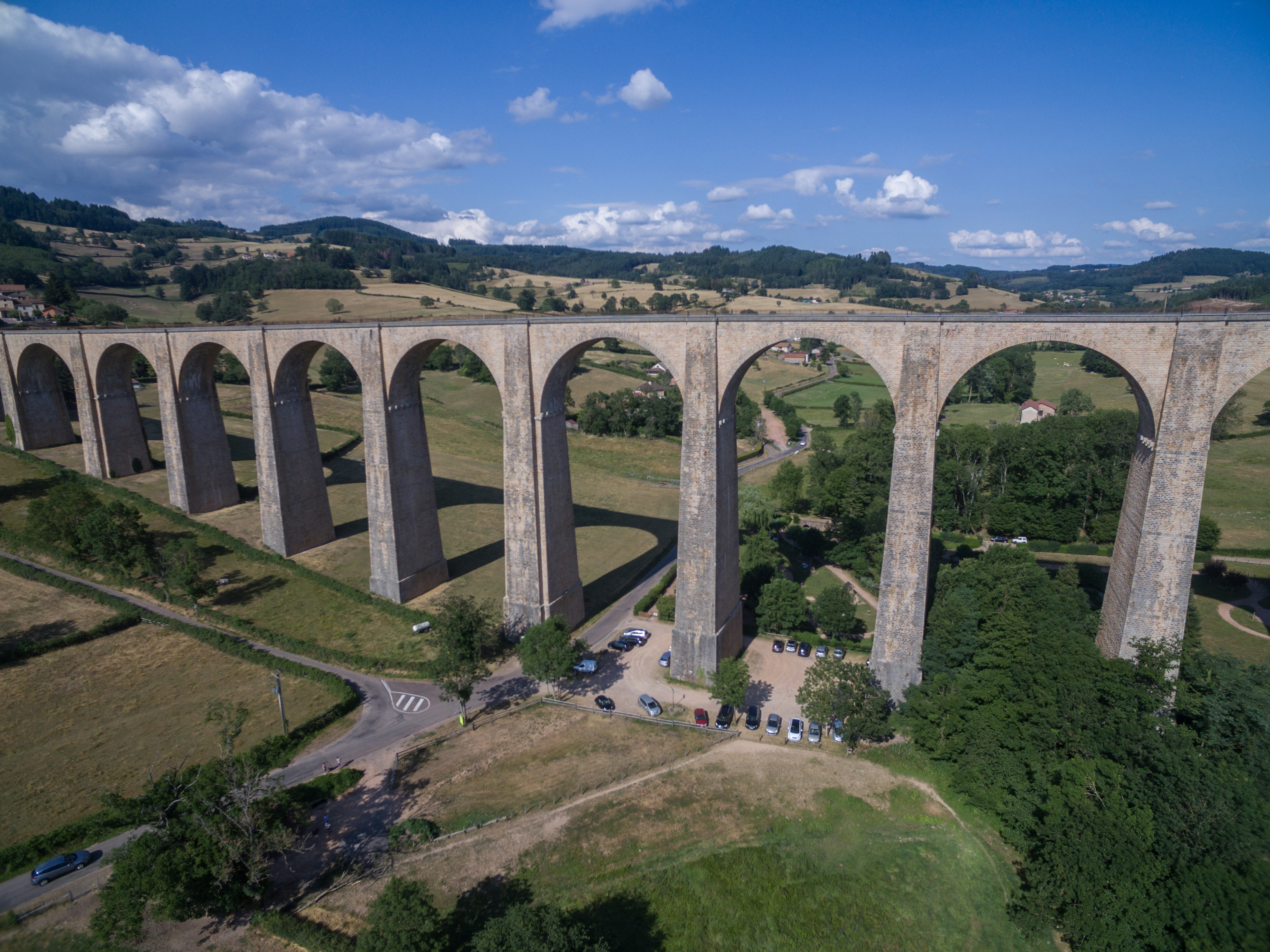
viaduc ferroviaire de Mussy-sous-Dun.

Les ponts de Saône-et-Loire inscrits à l’inventaire national des monuments historiques sont recensés ci-après.

### Ponts routiers
- Pont suspendu - Allerey-sur-Saône - XIXe siècle
- Pont de la Thalie - au hameau de Corcelles - Châtenoy-le-Royal - XVIIIe siècle -  Classé MH (1931)
- Pont Saint-Laurent, sur la Saône - Mâcon - XIe siècle ; XIVe siècle ; XVIIIe siècle ; XIXe siècle -  Classé MH (1987)
- Pont sur l'Orbise - Mellecey
- Pont - Navilly - XVIIIe siècle
- Pont de Navilly (Pont routier) - Navilly - XVIIIe siècle
- Pont Saint-Jean sur le Petit Doubs - Verdun-sur-le-Doubs - XIXe siècle
- Pont sur le Doubs dit Pont National ou des Bordes - Verdun-sur-le-Doubs - XIXe siècle
- Pont routier Boucicaut - Verjux - XIXe siècle ; XXe siècle

### Pont ferroviaire
- Viaduc de Mussy-sous-Dun - Mussy-sous-Dun - XIXe siècle -  Inscrit MH (1984)

### Pont-canal
- Pont canal sur la Loire (canal latéral à la Loire) - Digoin - XIXe siècle

## Sources
Base de données Mérimée du Ministère de la Culture.